# Guillermo Saccomanno

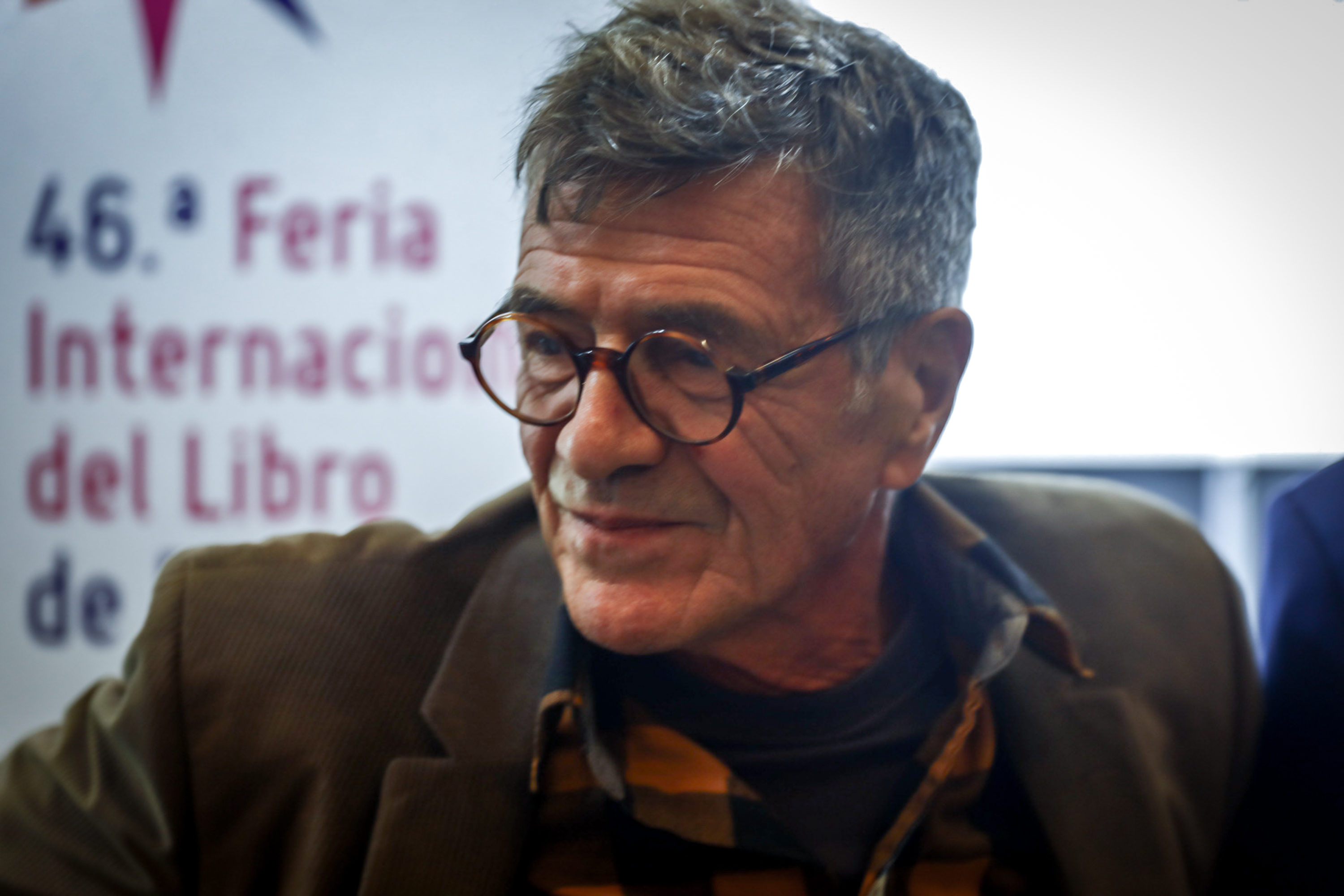
Guillermo Saccomanno im Jahr 2022

Guillermo Saccomanno (* 9. Juni 1948 in Buenos Aires) ist ein argentinischer Journalist und Schriftsteller (u. a. Comics). 
Saccomanno wurde in Buenos Aires geboren, seine Familie stammte aber ursprünglich aus dem bekannten Badeort Villa Gesell (Provinz Buenos Aires). 
Saccomanno verdiente seinen Lebensunterhalt in der Werbung und begann später als Journalist für Zeitungen bzw. Zeitschriften „Página/12“, „Skorpio“ u. a. zu schreiben. Als er mit eigenen literarischen Werken erfolgreich debütieren konnte, gab er das journalistische Arbeiten nahezu auf und wirkte als freier Schriftsteller. 
Neben seinem literarischen Schaffen, das er allein veröffentlichen konnte, entstanden mit den Jahren auch einige Werke in Zusammenarbeit mit Kollegen, wie Alberto Breccia, Héctor Germán Oesterheld, Gustavo Trigo oder Arturo Del Castillo. 

## Ehrungen
- Premio Municipal de Cuento
- Premio Crisis de Narrativa Latinoamericana
- Premio Club de los XIII.
- 2000: Premio Nacional de Literatura für den Roman El buen dolor.[1]
- 2008: Premio Dashiell Hammett für den Roman 77.[1]
- 2010: Premio Biblioteca Breve de Novela für den Roman El oficinista.[1]
- 2010: Premio Rodolfo Walsh für das Sachbuch Un maestro.[1]
- 2012: Premio Dashiell Hammett für den Roman Cámara Gesell.[1]
- 2025: Premio Alfaguara de Novela für den Roman Arderá el viento.[2]

## Verfilmungen
Seine Erzählung „Bajo bandera“ wurde von Regisseur Juan José Jusid fürs Kino verfilmt. 

## Werke (Auswahl)
Erzählungen
- Animales domésticos. cuentos. 1994.
- Bajo bandera. Cuentos. 1991.
- La indiferencia del mundo. Cuentos. 1997.
- Situación de peligro. Cuentos. 1986.

Romane
- Prohibido escupir sangre. Novela. 1984.
- El buen dolor. Novela. 1999.
- La lengua del malon. Novela. 2003.
- El amor argentino. Novela. 2004 (früherer Titel „Roberto y Eva“).
- El oficinista. Novela. 2010. 
  - Der Angestellte : Roman. Aus dem Span. von Svenja Becker. Köln : Kiepenheuer & Witsch 2014